# Mohszen Labidí
Mohszen Labidí (arabul: محسن العبيدي); Tunisz, 1954. január 15. –) tunéziai válogatott labdarúgó.

## Pályafutása

### Klubcsapatban
1973 és 1979 között a Stade Tunisien, 1979 és 1982 között a szaúdi Al Ahli, 1982 és 1988 között ismét a Stade Tunisien csapatában játszott.  

### A válogatottban
1974 és 1983 között 52 alkalommal szerepelt a tunéziai válogatottban. Részt vett az 1978-as Afrikai nemzetek kupáján és az 1978-as világbajnokságon, ahol a Mexikó elleni csoportmérkőzésen kezdőként lépett pályára.